# Amphioncus
Amphioncus is een geslacht van slangsterren uit de familie Amphiuridae.

## Soorten
- Amphioncus platydiscus H.L. Clark, 1939